# Operazione Irini
EUNAVFOR Med - operazione IRINI, ufficialmente denominata European Union Naval Force in the South Central Mediterranean (in italiano:  Forza navale dell'Unione europea nel Mediterraneo centrale, in greco moderno: pace), è la seconda operazione militare  di sicurezza marittima lanciata dall'Unione europea, che opera nel Mediterraneo centrale. L'Operazione Irini nasce dalle ceneri dell'operazione Sophia che si è conclusa nel giugno 2019.
L’operazione è stata lanciata il 31 marzo 2020, due mesi dopo la conferenza di Berlino sulla Libia tenuta nel gennaio 2020. L'operazione è il contributo concreto che l'UE dà alla comunità internazionale per sostenere la pace e la cessione delle ostilità in Libia. La chiusura della missione è prevista per il 31 marzo 2023. L'operazione è stata prorogata fino al 31 marzo 2025. Lo scopo dell'operazione è il controllo dell'embargo sulle armi come richiesto dall'ONU con la risoluzione 1970 del 2011 e votata dal Consiglio di sicurezza delle Nazioni Unite. Tale risoluzione sancisce l'uso di mezzi aerei, satellitari e marittimi per permettere di raggiungere l'obbiettivo sopra citato. Il 23 settembre 2021, il Consiglio Europeo ha designato il Contrammiraglio Stefano Turchetto come sostituto del Contrammiraglio Fabio Agostini.

## Storia dell'operazione

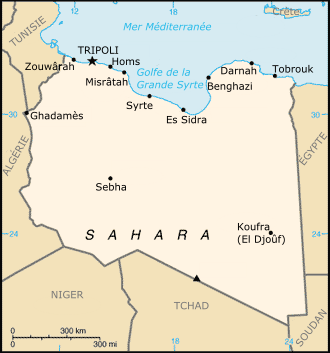
Il Mar Libico dalla Tunisia a Creta

Mentre la conclusione dell'EUNAVFOR MED -operazione SOPHIA si avvicinava, il 19 gennaio 2020, a conclusione della conferenza di Berlino sulla Libia, fu previsto la creazione di una operazione militare di PSDC (politica di sicurezza e di difesa comune) nel Mediterraneo con l'obbiettivo di attuare le misure prese con le risoluzioni 1970 del 2011, 2292 del 2016 e 2473 del 2019 da parte dell'UNSCR ( in italiano: Consiglio di sicurezza delle Nazioni Unite, in inglese: United Nations Security Council Resolutions).
Il 17 febbraio 2020 il Consiglio Europeo, tramite un accordo politico, decise di costituire una nuova operazione nel mar Mediterraneo con lo scopo di far rispettare l'embargo sulle armi, deciso dall'ONU, in risposta ai conflitti scaturiti in Libia utilizzando mezzi aerei, satellitari e marittimi.
Il 31 marzo 2020, Josep Borrell, alto rappresentante dell'Unione per gli affari esteri e la politica di sicurezza, dichiarava:
"Solo le soluzioni politiche e il pieno rispetto dell'embargo sulle armi imposto dall'ONU risolveranno la crisi libica. Ma la diplomazia non può avere successo se non è sostenuta da azioni. Tale operazione sarà essenziale e darà un chiaro contributo alla promozione della pace nel nostro immediato vicinato mediante un cessate il fuoco permanente".
Nel marzo 2021 il Consiglio dell'Unione europea ha prorogato la missione fino al 31 marzo 2023.
Successivamente è stata prorogata fino al 31 marzo 2025.

### Scopi dell'operazione
Come stabilito dalla risoluzione n° 2292 del 2016, l'operazione ha diversi compiti da svolgere:
- Compiti principali:
  - Embargo sulle armi
  - Ispezioni sulle imbarcazioni al largo delle coste libiche sospettate di trasportare armi o materiale per la Libia

- Compiti secondari:
  - Raccogliere informazioni sulle esportazioni illecite dalla Libia di petrolio e derivati
  - Formazione della guardia costiera e della marina libiche nei compiti di contrasto in mare
  - Smantellamento delle reti di traffico e tratta di esseri umani attraverso la raccolta di informazioni e il pattugliamento con mezzi aerei

### Risultati conseguiti
Dopo due anni di vita, le unità coinvolte nell'operazione avevano indagato 6 200 navi, condotto circa 250 “avvicinamenti amichevoli” e ispezionato 22 navi sospette di trasporto d'armi. Inoltre controlla costantemente, grazie all'uso di sei aerei da pattugliamento marittimo e al
Centro satellitare dell’UE (SatCen) a Torrejón in Spagna, gli impianti petroliferi, 25 aeroporti e piste di atterraggio e 26 porti libici. Invece, il comando dell'operazione ha inviato 35 rapporti al Panel of Experts dell’Onu, l'istituto delle Nazioni Unite che si occupa delle possibili violazioni dell’embargo.
Il 10 settembre 2020, la fregata Hamburg abbordò la Royal Diamond 7, a circa 150 km da Derna (Cirenaica), dietro segnalazione del Panel of Experts dell’Onu. Partita dal porto di Sharjah negli EAU e diretta a Bengasi in Libia, trasportava un carico di carburante per aerei (JP) destinato alle forze aeree dell’LNA guidato dal generale Khalifa Haftar. Il carico è stato sequestrato.
Il 18 luglio 2022, la Nave Grecale della Marina Militare italiana, ha intercettato la Victory Roro diretta in Libia, con un carico di decine di mezzi destinati all'uso militare, violando così l'embargo sulle armi in Libia. La nave è stata successivamente scortata nel porto di Marsiglia, dove è stata poi ispezionata e sottoposta a sequestro.

## Unità coinvolte
I mezzi messi a disposizione dall’Unione europea e dagli Stati membri vengono coordinati dal Quartier Generale dell’Operazione, che si trova a Roma presso l'aeroporto militare "Francesco Baracca", sede del COVI.
Il Comando in mare (Force Commander) è assegnato all’Italia e alla Grecia con rotazione semestrale sia del comando che della nave ammiraglia.

### Assetto Navale[11]
Ammiraglie:
- Italia: 
  - Nave d'Assalto Anfibio San Giusto[12] (nave ammiraglia della missione)[13]

Flotta:
- Francia:
  - fregata Premier-Maitre l’Her
  - Commandant Blaison
- Germania
  - fregata Hamburg
- Grecia: 
  - fregata HS Aegean
  - fregats HS Themistokles
  - fregata HS Elli
- Italia: 
  - Pattugliatore Comandante Borsini[14]
  - Fregata missilistica Grecale[15]
  - ITS SPICA[16]

### Assetto aereo[17]
- Francia: 
  - Falcon 50[18]
- Germania:
  - PC3 Orion[19]
- Grecia:
  - EMB-145[19]
- Italia:
  - Predator (UAV Reaper) [19][20]
- Polonia:
  - 28B1R Antonov Bryza[19]
- Unione europea:
  - Lux King Air 350[19]